# اختطاف أحمد عوض بن مبارك
 اختطاف أحمد عوض بن مبارك  هي عملية اختطاف نفذتها جماعة أنصار الله في اليمن بحق مدير مكتب رئاسة الجمهورية أحمد بن مبارك في 17 يناير 2015. جماعة أنصار الله في بيانها وصفت عملية الاختطاف بالـ«توقيف». وبعد عشرة أيام أفرج عنه في 27 يناير 2015.

## خلفية
في 9 مارس 2014، شكل عبد ربه منصور هادي لجنة من 17 عضواً لصياغة دستور اليمن الجديد وقُدمت مسودة الدستور في 15 يناير 2014. تضمن الدستور مواداً تنص على تقسيم اليمن إلى ستة أقاليم فيدرالية وهو ما تعارضه جماعة أنصار الله بقيادة عبد الملك الحوثي، ولم يوضحوا ما هو مقترحهم البديل علناً. قبل يومين من اختطاف ابن مبارك، استقال صالح الصماد، مستشار عبد ربه منصور هادي عن جماعة أنصار الله، عن منصبه وقال إنه لن يتدخل في حل أي إشكال متعلق بـ«فرض الشراكة» وأضاف :

أعقب ذلك انسحاب ممثلي الجماعة وحزب المؤتمر الشعبي العام عن جلسة تسليم مسودة الدستور. وجاء في بيان حزب المؤتمر الشعبي العام أن انسحابه جاء نتيجة لما وصفه بالـ«تجاوزات» :
وحدد حزب علي عبد الله صالح ثلاث أسباب لانسحابه:
- أن الهيئة لم تقر ولم تكمل لائحتها الداخلية التي تنظم عملها وهي لازالت عهدة اللجنة المصغرة لإعداد اللائحة ولم ترفعها للهيئة ولم تكتمل.
- إن لمكوني المؤتمر الشعبي العام وأحزاب التحالف الوطني الديمقراطي طلبات أصيلة تتعلق بالهيئة لم يتم التجاوب معها برغم تقديمنا لأكثر من طلب إلى هيئة رئاسة الهيئة..
- عدم تصحيح نسب التمثيل للمكونات في الهيئة التي تتفق مع نسبتهم في مؤتمر الحوار بما فيها نسبه تمثيل مكون المؤتمر الشعبي العام ومكون «أحزاب التحالف الوطني الديمقراطي».

## الاختطاف
في صباح 17 يناير 2015، قام مسلحون بإيقاف أحمد بن مبارك وهو في طريقه إلى احتفال رسمي بتسليم مسودة دستور اليمن الجديد إلى الهيئة الوطنية للرقابة على تنفيذ مخرجات مؤتمر الحوار الوطني. تبنى أنصار الله عملية الاختطاف أو «التوقيف» كما يسمونها لاحقا عصر ذلك اليوم. الحوثيون وحزب المؤتمر الشعبي العام لا يحبون أحمد عوض بن مبارك، أسباب خلاف جماعة أنصار الله معه فليست واضحة فلم تسجل على ابن مبارك مواقف عدائية اتجاههم، ولكن علانية، هم يتهمونه بـ«العمالة» لأميركا وهو اتهام مستهلك لكل من تعارضه الجماعة، ولكن أحمد عوض بن مبارك كان أمين عام مؤتمر الحوار الوطني وينظر إليه أنه أحد رعاة خطة التقسيم الفيدرالية. جاء في بيانهم الصادر في 17 يناير 2015:
أتهم بيان أنصار الله ما سماه «جهات نافذة» داخل الهيئة الوطنية للرقابة على تنفيذ مخرجات مؤتمر الحوار الوطني بارتكاب مخالفات وتمرير مسودة دستور اليمن الجديد دون التوافق على قضية شكل الدولة وحددوا هذه المخالفات بالآتي:
- أنها دون توافق كافة القوى السياسية الموقعة على اتفاق السلم والشراكة.
- مخالفة لمخرجات مؤتمر الحوار الوطني.
- متبنية رؤية أحادية للدستور إرضاء للخارج ضمن مشروع يهدف إلى تفكيك البلاد إلى كانتونات متقاتلة.

وينص البند الثامن من اتفاق السلم والشراكة الوطنية على: 
 وختموا البيان بالإشارة إلى ما سموه بالـ«سلسلة إجراءات خاصة» حتى ترتدع تلك «الجهات النافذة» وتتوقف عن «ممارساتها الإجرامية» وفقا للوارد في البيان. أسامة ساري، رئيس تحرير صحيفة المسار التابعة لجماعة أنصار الله، قال إن الاختطاف رسالة إلى عبد ربه منصور هادي بسبب الموافقة على الدستور الجديد دون موافقة الحوثيين. مسؤول مقرب من الرئاسة لم توضح هويته، أخبر سي إن إن أن ما قام به الحوثيون «إستعراض عضلات سخيف».

## ردود الأفعال
لم تعقب الرئاسة والأجهزة الأمنية على عملية الاختطاف سوى تصريحات لبضعة مسؤولين حكوميين لوسائل إعلام أجنبية.
- سفارة الولايات المتحدة  [5]:«تدين الولايات المتحدة بشدة اختطاف الدكتور بن مبارك، مدير مكتب رئيس الجمهورية، وتدعو لإطلاق سراحه فوراً وعودته إلى أسرته سالماً. بن مبارك هو أحد الشخصيات البارزة خلال ثورة 2011، فهو مسؤول متفانٍ أظهر وطنيته في خدمة بلده. إن تكتيكات الترهيب مثل اختطاف بن مبارك لا مكان لها في المجتمعات الديمقراطية والمتحضرة، كما أن محاولات إسكات الأصوات اليمنية التي تتحدث نيابةً عن البلد لن تمنع تقدم اليمن نحو السلم والاستقرار. إن تحديات اليمن هي سياسية في طبيعتها، ولن تُحل تلك التحديات إلا عبر الحوار السلمي بين أوساط قياداته ومواطنيه. إن اليمن في الحقيقة يحرز تقدماً، ونحن نشجع إجراء حوار فاعل وبناء حول مسودة الدستور، فذلك سيوفر طريقاً يمضي بالبلد قدماً. أولئك الذين قاموا باختطاف بن مبارك يقفون في طريق هذه العملية، ويحاولون عرقلة مخرجات مؤتمر الحوار الوطني. فهم لا يمثلون اليمن، كما أن أفعالهم تظهر أنهم لا يعملون لمصلحة بلدهم. إن اليمن على مفترق طرق، ونحن ندعوا الجميع - مواطنين وأحزاباً سياسية – للعمل من أجل تحقيق الثورة التي بدأت في 2011. تواصل الولايات المتحدة وقوفها مع الشعب اليمني، وستستمر بتقديم الدعم لليمنين ليعملوا على تحقيق تطلعاتهم.»

- سفارة المملكة المتحدة  :«نعبر عن قلقنا البالغ إزاء اختطاف الدكتور أحمد بن مبارك. قليلون هم الذين قدموا الكثير لدعم المثل التي قامت عليها الثورة عام 2011. ندعو أولئك الذين اختطفوا الدكتور أحمد إلى الإفراج عنه فورا وتأمين عودته إلى عائلته.»